# Нечувствительные боеприпасы
Нечувствительные боеприпасы (англ. insensitive munitions) — боеприпасы, содержащие нечувствительные к детонации вещества, не взрывающиеся массой и характеризующиеся низкой вероятностью случайного инициирования, которые благодаря использованию особых, слабочувствительных энергетических материалов и их зернистой структуре, не детонируют при попадании пуль или осколков,  имеющих скорость до 5—7 км/с. 
По такой же технологии изготавливаются твердотопливные ракетные двигатели. К примеру, соответствующими разработками в 2008 г. занимался Институт химической технологии общества Фраунгофера (Германия). 
Общая стоимость эксплуатации таких боеприпасов много меньше, чем традиционных. Они слабо чувствительны при хранении к воздействию негативных факторов и позволяют использовать упаковку из пластика и ударопрочной керамики.

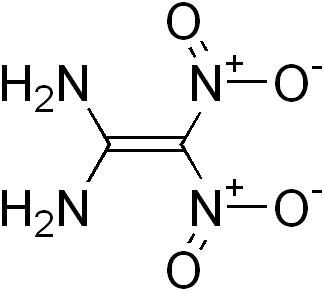
Молекула FOX-7

## Примеры нечувствительных энергетических материалов
В качестве компаунда для снаряжения нечувствительных боеприпасов применяется энергетический материал 1,1-Diamino-2,2-Dinitroetylene (DADNE, FOX-7).

Молекула TEX

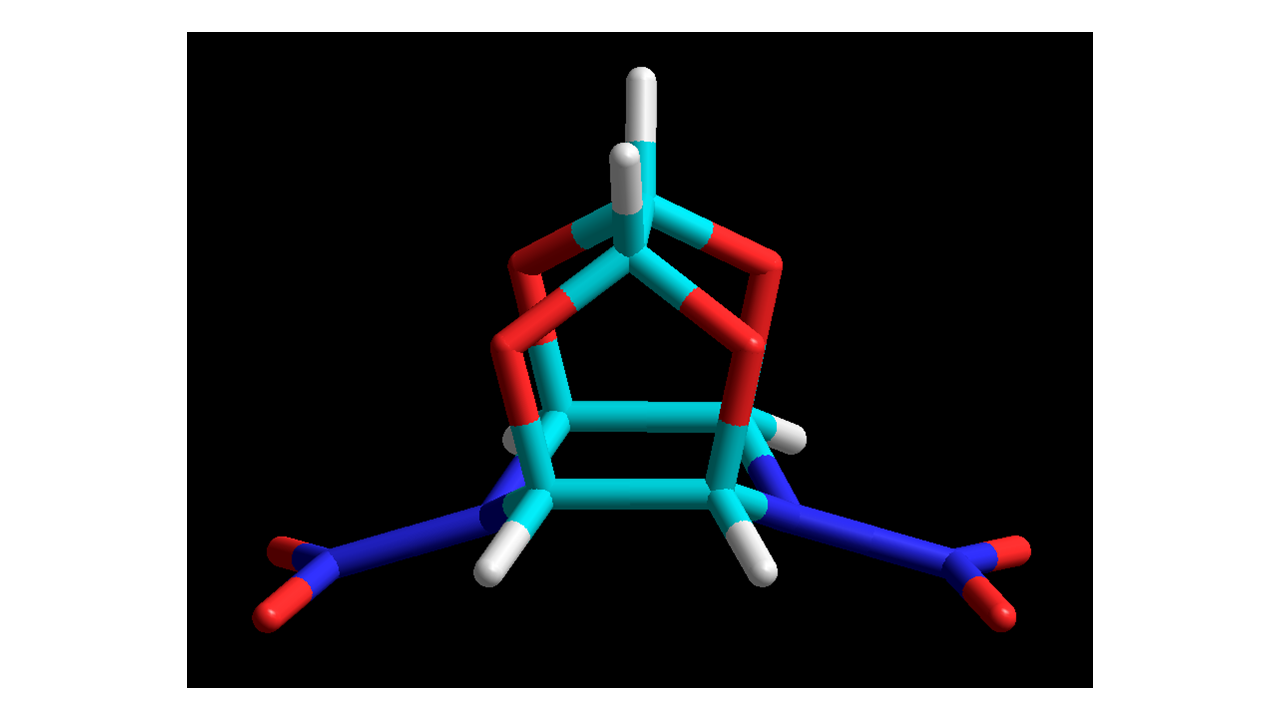
3D-модель молекулы TEX

Другой известный компаунд  -  TEX (4,10-Dinitro-2,6,8,12-tetraoxa-4,10-diazatetracyclo[5.5.0.05,9.03,11]-dodecane  ).

### XF-11585 (компанияNexter)
RDX (27%), 3-nitro-1,2,4-triazol-5-one (NTO, STANAG 4543Ed2, 21%), Aluminum (13,5 %), Wax (7,5 %), TNT (31%);

### XF-13333 (компанияNexter)
NTO (48±2%), Aluminum (13,5±2 %), Wax (7,5±2%), TNT (31±2%);

### IMX-101
Динитроанизол (DNAN) (43,5 %), NQ (36,8%), NTO (19,7%).
IMX-101 был сертифицирован Арсеналом Пикатинни для зарядов 60-мм миномета PAX-21 и гранатомета PAX-41 «Spider».

### B-2268 B
HTPB, NTO, Aluminum, RDX.

### Структурированные реактивные материалы
Новой технологией для нечувствительных боеприпасов с предварительной фрагментацией являются структурированные реактивные материалы (англ. structural reactive materials, SRM).